# 빛나는 별이여 (영화)
《빛나는 별이여》(Bright Star)는 2009년 개봉한 영화로, 시인 존 키츠의 말년과 그와 패니 브론(Fanny Brawne)과의 사랑이야기를 다루고 있다. 영화배우 벤 위쇼가 존 키츠 역을, 애비 코니시(Abbie Cornish)가 패니 역을 맡았다. 감독은 제인 캠피언(Jane Campion)이며 앤드루 모션(Andrew Motion)이 쓴 존 키츠 전기집에서 영감을 얻어 각본을 작성했다. 모션은 영화자문 역할을 맡았다. 빛나는 별이여는 제 62회 칸 영화제에 출품됐으며 2009년 5월 15일 첫 개봉했다. 영화 제목은 키츠가 패니와의 연애 중에 쓴 소네트 《빛나는 별이여》(Bright Star, Would I Were Steadfast As Thou Art)에서 따온 것이다.

## 줄거리
1818년 햄스테드, 패니 브론(애비 코니시 분)은 딜크스(Dilkes) 가(家)의 소개로 존 키츠(벤 위쇼 분)를 만난다. 딜크스 가(家)는 키츠의 친구이자 문필동료인 찰스 브라운(Charles Brown)(폴 슈나이더 분) 과 같은 집에서 각자 방을 두고 살던 사이였다.
패니의 가벼운 성격에 반해 키츠는 냉랭한 성격을 가지고 있었다. 패니는 동생 사뮤엘과 투츠를 시켜 키츠의 시집 《엔디미온》(Endymion)을 구입하는 등 키츠에게 호감을 가지지만 키츠와 소통하려는 그녀의 노력에도 불구하고 키츠는 그녀에게 마음을 열지 않는다. 키츠와 패니의 관계는, 키츠의 남동생 톰의 죽음을 슬퍼하는 패니의 모습을 키츠가 본 이후 진전하여 키츠가 브론 가(家)와 함께 크리스마스를 보내게 된다. 키츠가 패니에게 시 수업을 시작하면서 둘은 서로에게 호감이 있음을 확인하지만 패니는 자신에게 적극적으로 사랑을 표현하지 않는 키츠의 모습에 당황해한다. 패니의 어머니(캐리 폭스 분) 은 이에 대해, “키츠 씨는 너를 좋아할 수 없단다. 생활비도 없고 수입도 없잖니.”라며 단정 지어 버린다.
하지만 패니가 키츠의 친구인 브라운으로부터 발렌타인 선물을 받자 키츠는 이에 적극적으로 대응하며 그들이 연인인지 의심한다. 그러나 사실 브라운은 장난으로 패니에게 선물을 보낸 것일 뿐, 오히려 키츠에게 패니는 시시덕거리는 요부에 불과하다고 경고한다. 반면 패니는 브라운의 행동뿐만 아니라 자신에게 믿음이 부족한 듯한 키츠의 모습에 실망하여 그를 떠난다. 패니와 키츠는 그 해 봄 딜크스 가가 웨스트미니스터로 이사간 후에야 다시 사랑에 빠진다. 하지만 이번에는 키츠와 브라운이 돈을 벌기위해 집을 임대해 떠나면서 관계가 급작스럽게 끝나게 된다. 패니는 크게 상심하지만 키츠의 연애편지를 통해 마음을 달랜다. 브라운과 키츠가 가을에 돌아오자, 패니의 어머니는 시인에 대한 딸의 애정 때문에 아무도 패니에게 고백을 하지 않을까봐 걱정한다. 사실 패니와 키츠는 남몰래 약혼한 사이였는데도 말이다.
이듬해 겨울, 키츠의 건강이 악화되자 그의 친구들은 그 다음해에는 키츠가 따뜻한 이탈리아에서 겨울을 보낼 수 있도록 돈을 모은다. 브라운은 키츠와 함께 이탈리아에 갈 계획이었지만 하녀 아비게일(Abigail)을 임신시킨 후 계획이 수포로 돌아간다. 키츠는 런던에서 여름 내내 머물 집을 구하는데 성공하지만 브론 가는 그의 병을 이유로 들며 그들과 함께 지낼 것을 권유한다. 키츠의 책이 흥행을 거두자 패니의 어머니는 그가 이탈리아에서 돌아오면 패니와 결혼할 수 있도록 허락해준다. 키츠가 이탈리아로 떠나기 전날, 패니와 키츠는 눈물을 흘리며 작별인사를 한다. 키츠는 2월, 이탈리아에서 폐결핵으로 인한 합병증으로 세상을 떠난다. 폐결핵은 키츠의 남동생을 데려간 바로 그 병이었다.
영화의 마지막 장면에서 패니는 흐느끼며 스스로 머리카락을 자르고 키츠가 걷던 거리를 눈 오는 날 홀로 찾아간다. 거리에서 그녀는 키츠가 그녀를 위해 쓴 시 《빛나는 별》(Bright Star)을 읽으며 그의 죽음을 슬퍼한다.

## 출연진
- 존 키츠 역을 맡은 벤 휘쇼. 키츠는 요절로 인해 4년 동안밖에 창작활동을 하지 못했지만 대표적인 낭만주의 작가로 손꼽힌다. 키츠가 살았을 당시 그의 작품은 별다른 주목을 받지 못했고 25세의 존 키츠는 자신이 인생의 실패자라고 생각하며 죽었다. 하지만 그의 평판은 시간이 흐르면서 좋아졌고 그는 사후에 많은 시인들에게 큰 영향을 미쳤다.
- 패니 브론(Fanny Browne)역을 맡은 애비 코니시. 실제 패니 브론과 마찬가지로 영화 속의 패니 또한 열정적이고 유행에 민감한 18세 소녀이다. 그녀는 드레스, 모자, 그리고 다양한 의복을 만들면서 시간을 보내고 사교성이 좋아 무도회에 가는 것을 즐긴다. 실제 패니 브론은 키츠의 죽음 이후 새로운 사랑을 찾고 아이도 낳았지만 그녀는 평생 키츠의 연애편지를 간직했다고 한다.
- 키츠의 절친한 친구 찰스 브라운(Charles Armitage Brown)역을 맡은 폴 슈나이더
- 패니의 어머니 역을 맡은 캐리 폭스. 패니의 어머니는 과부였다.
- 패니의 남동생 새뮤얼 역을 맡은 토머스 생스터
- 찰스 브라운의 집에서 일하는 하녀이자 그의 아이를 가진 애비게일 브라운(Abigail O'Donaghue Brown)역을 맡은 앤토니아 캠벨휴스
- 딜크 씨 부인 역을 맡은 클로디 블래클리(Claudie Blakley)
- 제임스 헌트(James Henry Leigh Hunt) 역을 맡은 조너선 아리스
- 조지프 세번(Joseph Severn) 역을 맡은 새뮤얼 바넷(Samuel Barnett)

## 제작
영화 속에는 《빛나는 별》(Bright Star) 이외에도 《성 아그네스의 저녁》(The Eve of St. Agnes),《나이팅게일에게》(Ode to a Nightingale) 등의 시가 나온다. 영화감독 캠피언은 위쇼와 함께 오랜 기간 동안 광범위한 영화 준비를 했다. 영화 속의 많은 대사는 키츠의 시나 편지에서 직접 인용되었다. 벤 위쇼는 영화를 준비하는 과정에서 깃펜 사용법도 익혔다. 영화 속에서 패니가 키츠에게서 받는 편지는 위쇼가 직접 쓴 것이다.
자넷 패터슨(Janet Patterson). 캠피언과 20년 이상 함께 일한 동료로 의상 디자인과 연출을 맡았다.
햄스테드에 있는 키츠 하우스를 대신해 베드퍼드셔 주의 하이드에 위치한 하이드 하우스와 사유지(The Hyde House and Estate)에서 촬영이 이루어졌다. 캠피언이 키츠 하우스(웬트워스(Wentworth Place)로도 알려져 있다)는 너무 좁고 “좀 퀴퀴하다”고 생각했기 때문이다. 영화의 몇몇 장면은 엘스트리 스튜디오(Elstree Studios)에서 촬영되었다.

## 수상내역

### 수상
- British Independent Film Awards, Best Technical Achievement (for cinematography)
- Heartland Film Festival, Truly Moving Sound Award
- National Society of Film Critics, Best Supporting Actor

### 후보
- 82nd Academy Awards(아카데미상), Best Achievement in Costume Design
- British Academy of Film and Television Arts(영국 아카데미상), Best Costume Design
- British Independent Film Awards, Best Actress
- British Independent Film Awards, Best Director
- British Independent Film Awards, Best Supporting Actress
- Critics Choice Award, Best Costume Design
- Cannes Film Festival(칸 영화제), Golden Palm
- Chicago Film Critics Association Awards, Best Actress
- Chicago Film Critics Association Awards, Best Cinematography
- Chlotrudis Awards, Best Actress
- London Critics Circle Film Awards, Actress of the Year
- London Critics Circle Film Awards, British Film of the Year
- Satellite Awards, Best Actress in a Motion Picture, Drama
- Satellite Awards, Best Director
- Satellite Awards, Best Motion Picture, Drama
- Satellite Awards, Best Screenplay, Original

## 사운드 트랙
래이크쇼어 레코드사(Lakeshore Records)는 빛나는 별이여의 사운드 트랙 디지털 앨범을 2009년 9월 15일 발매하고 (iTunes와 Amazon Digital) 2009년 10월 13일 일반 앨범도 발매했다. 영화의 사운드 트랙은 마크 브래드쇼(Mark Bradshaw)가 직접 연주한 원곡이다.

### 트랙
1. "Negative Capability" – 3:55
2. "La Belle Dame sans Merci|La Belle Dame Sans Merci" – 2:28
3. "Return" – 0:58
4. "Human Orchestra" – 1:48
5. "Convulsion" – 0:52
6. "Bright star, would I were stedfast as thou art|Bright Star(빛나는 별이여)" – 1:49
7. "Letters" – 3:49
8. "Yearning" – 2:24
9. "Ode to a Nightingale" – 5:24

## 연애편지와 시 모음집 출간
영화와 더불어 키츠의 연애편지와 시 모음집도 2009년 《빛나는 별이여: 존 키츠가 패니 브론에게 보낸 연애편지와 시 모음집》(Bright Star: Love Letters and Poems of John Keats to Fanny Brawne)이라는 제목으로 출간됐다. 144 페이지에 이르는 이 책은 펭귄 출판사에서 인쇄되었으며 캠피언이 서문을 작성했다. 책의 목차는 다음과 같다. 책의 목차는 다음과 같다:

### 존 키츠가 패니 브론에게 보낸 편지
- I-IX: Shanklin, Winchester, Westminister
- X-XXXII: Wentworth Place
- XXXIII-XXXVII: Kentish Town - Preparing For Italy

### 시
- '빛나는 별이여, 나또한 너처럼 변치 않는다면' (Bright star! would I were steadfast as thou art)
- '성 아그네스의 저녁' (The Eve of St Agnes)
- A Dream, after reading Dante's Episode of Paola and Francesca
- '무정한 미인'(La Belle Dame sans Merci. A Ballad)
- '프시케에게'(Ode to Psyche)
- '우울에게'(Ode on Melancholy)
- '나태에 부치는 송가'(Ode on Indolence)
- '라미아'(Lamia)
- 'The day is gone, and all its sweets are gone!'
- What can I do to drive away
- '네 우아함, 동정, 사랑! 그래, 사랑이 필요하다!'(I cry your mercy, pity, love - ay, love!)
- '패니에게'(To Fanny)
- 'This living hand, now warm and capable'

### 삽화
- 잠자는 존 키츠(28 January 1821). 조셉 세번(Joseph Severn) 작(作)
- 패니 브라운의 실루엣. 어거스틴 에두아트(Augustin Edouart) 작(作)
- 키츠가 패니에게 보낸 편지의 복사본

## 박스오피스
빛나는 별이여는 호주 박스오피스에서 총 $3,110,560 의 수익을 거두었다.

## 같이 보기
- Cinema of Australia